# Ignimbrit

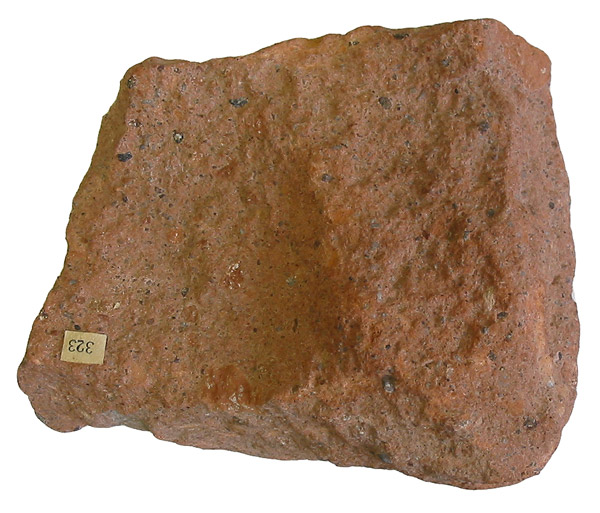
Ignimbrit

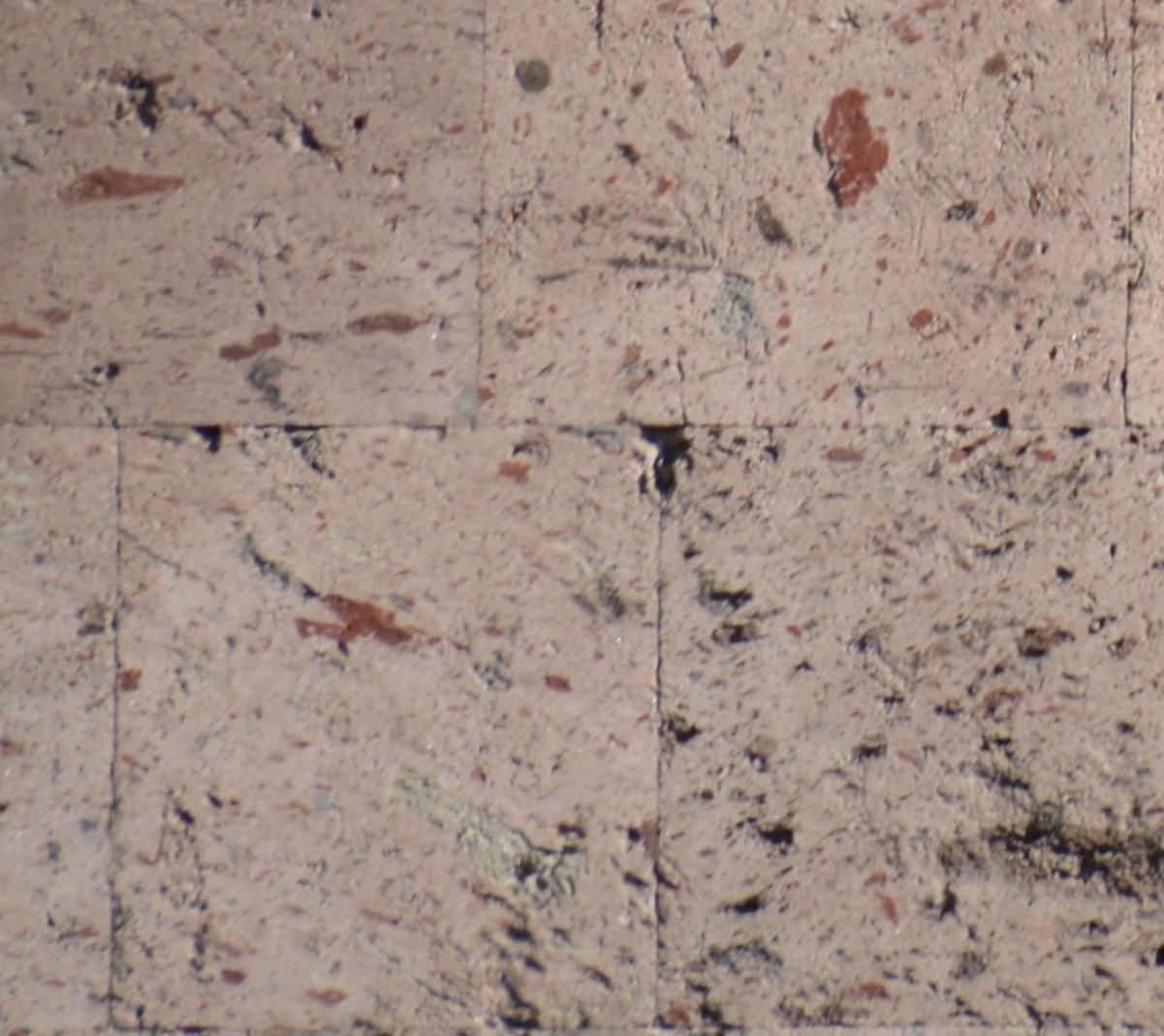
Rosa ignimbrit är karaktärsbyggnadsmaterial i Jerevan

Ignimbrit är en bergart, bildad från avsatta heta askflöden från vulkanutbrott. Namnet kommer från latinets eld (igni-) och regn (imbri-). Ignimbriter är ofta mycket porösa och innehåller vanligen fragment av porös lava (pimpsten). En annan bergart med ett liknande bildningssätt är tuff.

## Användning
Ignimbrit används som byggnadsmaterial av estetiska skäl, bland annat i trädgårdar och husväggar. Dessutom förvaras använt kärnbränsle vid Yucca Mountain Repository i ignimbrit och tuff.

## Spridning
Ignimbrit hittas vid vulkaniskt aktiva platser med höga halter kiseldioxid såsom Kanarieöarna och New South Wales i södra Australien.  

### Jerevan
Oxiderad ignimbrit, som är svagt rosafärgad, förekommer i trakterna av Jerevan i Armenien. Byggnader i rosa ignimbrit, eller "welded tuff", karaktäriserar stadsbilden i centrala Jerevan, som byggdes upp efter planer av stadsarkitekten Alexander Tamanjan från 1920-talet och framåt.